# Igreja de Santa Irene

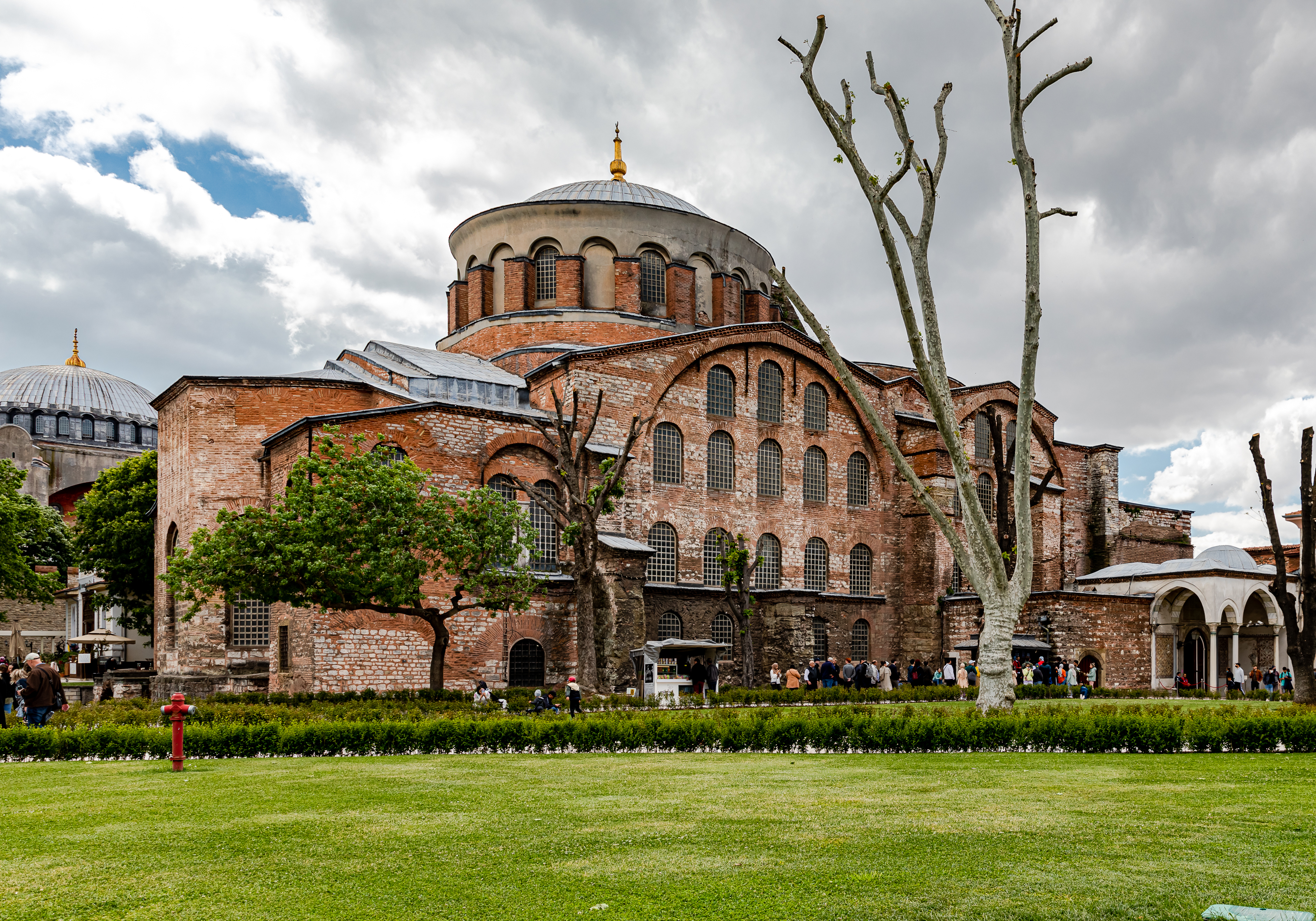
Vista da Igreja

A Igreja de Santa Irene (em turco Aya Irini Kilisesi, grego Αγία Ειρήνη, isto é, Hagia Irene/Santa Paz) é uma igreja ortodoxa que está situada no primeiro pátio do Palácio de Topkapı em Istambul, na Turquia. Está aberta ao público todos os dias exceto as segundas, mas requer uma permissão especial de entrada.

## História

Abside da igreja com a cruz

A igreja foi fundada no século VI sobre fundação de antigos três edifícios de culto anteriores. É a primeira zona de culto construída em Constantinopla. O imperador bizantino Constantino I ordenou a criação da primeira igreja no século IV. Durante a Revolta de Nica em 532 a igreja foi destruída e Justiniano I a restaurou em 548. Serviu como sede do Patriarcado de Constantinopla até a finalização da Basílica de Santa Sofia em 537.
No século VIII, um terremoto danou seriamente a igreja e o imperador Constantino V ordenou sua restauração e decoração com mosaicos e afrescos. Destaca o átrio único exemplo bizantino que se conserva na cidade. Uma grande cruz negra e dourada coroa o síntrono - cinco filas de assentos na abside - é o único vestígio de arte que ficou na igreja após o período iconoclasta. Nos séculos XI e XII se realizaram diferentes restaurações e ampliações.
Depois da Queda de Constantinopla em mãos dos turcos otomanos em 1453, a igreja foi adicionado ao interior do palácio. Os janízaros usaram a igreja como arsenal e em ocasiões como armazém dos botas de guerra. Durante o reinado do sultão Amade III (1703-1730) se converteu em um museu de armas.

## Arquitetura

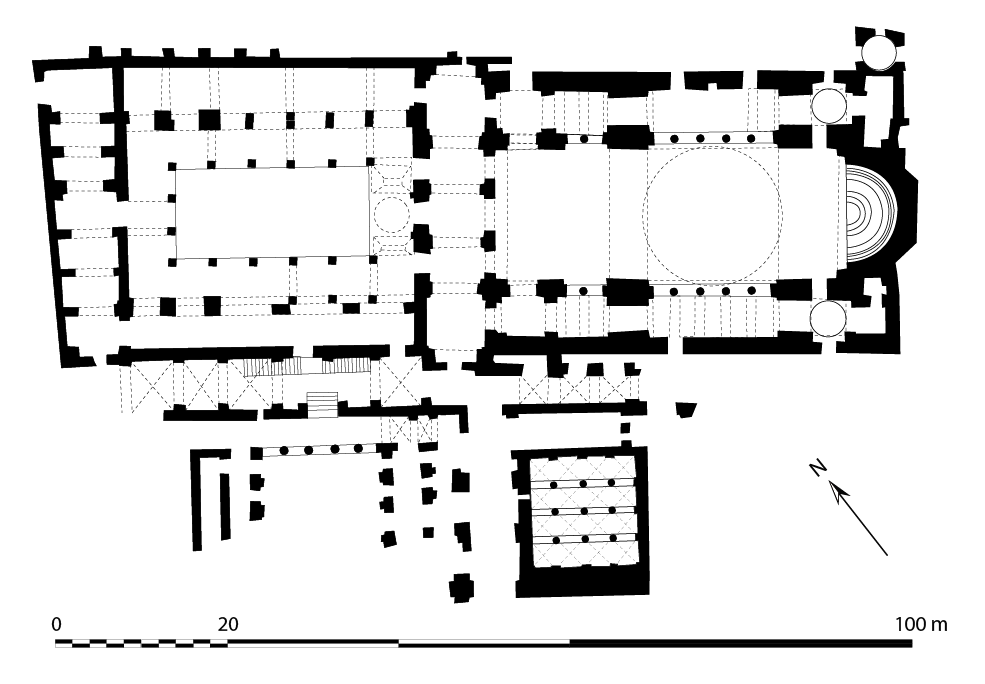
Plano da igreja

A igreja tem umas dimensões de 100 m x 32 m. Possui uma planta basilical romana consistente em uma nave central com duas laterais dividas por colunas e pilares. Completam a estrutura o nártex, galerias e átrio. A cúpula tem um diâmetro de 15 metros e uma altura de 35 metros com 20 janelas.
Desde 1980 se usa como sala de concertos durante o Festival de Música de Istambul no verão.